# Aaron Taylor-Johnson
Aaron Taylor-Johnson (født Aaron Perry Johnson 13. juni 1990) er en engelsk skuespiller, hvis faglige arbejde omfatter optrædener på scenen, tv og i spillefilm. Han begyndte at optræde i seksårsalderen, og dukkede op i film som Shanghai Knights fra 2003, Angus, Thongs and Perfect Snogging og Illusionisten før han begyndte at få hovedroller i film som Nowhere boy, hvor han spillede John Lennon, og superhelte filmen Kick-Ass fra 2010.

## Personlige liv
Johnson blev født 13. juni 1990 i High Wycombe, Buckinghamshire i England som søn af en hjemmegående mor og en far, der er civilingeniør. Det blev meddelt den 31. oktober 2009, at Johnson var forlovet med filminstruktøren Sam Taylor-Wood, hans instruktør på Nowhere Boy. Pr. januar 2010,[kilde mangler] blev det meddelt at Taylor-Wood er gravid med parrets første barn.

## Udvalgt filmografi
| År   | Titel                              | Rolle                            |
| ---- | ---------------------------------- | -------------------------------- |
| 2003 | Shanghai Knights                   | Charlie Chaplin                  |
| 2004 | Dead Cool                          | George                           |
| 2006 | The Thief Lord                     | Prosper                          |
| 2006 | Illusionisten                      | Unge Eisenheim                   |
| 2008 | Dummy                              | Danny                            |
| 2008 | Angus, Thongs and perfect Snogging | Robbie Jennings                  |
| 2009 | The Greatest                       | Bennett Brewer                   |
| 2009 | Nowhere Boy                        | John Lennon                      |
| 2010 | Kick-Ass                           | David "Dave" Lizewski / Kick-Ass |
| 2010 | Chatroom                           | William                          |
| 2011 | Albert Nobbs                       | Joe                              |
| 2012 | Savages                            | Ben                              |
| 2012 | Anna Karenina                      | Grev Alexei Kirillovich Vronsky  |
| 2013 | Kick-Ass 2                         | David "Dave" Lizewski / Kick-Ass |
| 2014 | Godzilla                           | Lt. Ford Brody                   |
| 2015 | Avengers: Age of Ultron            | Pietro Maximoff / Quicksilver    |
| 2020 | Tenet                              |                                  |